# Падаунг

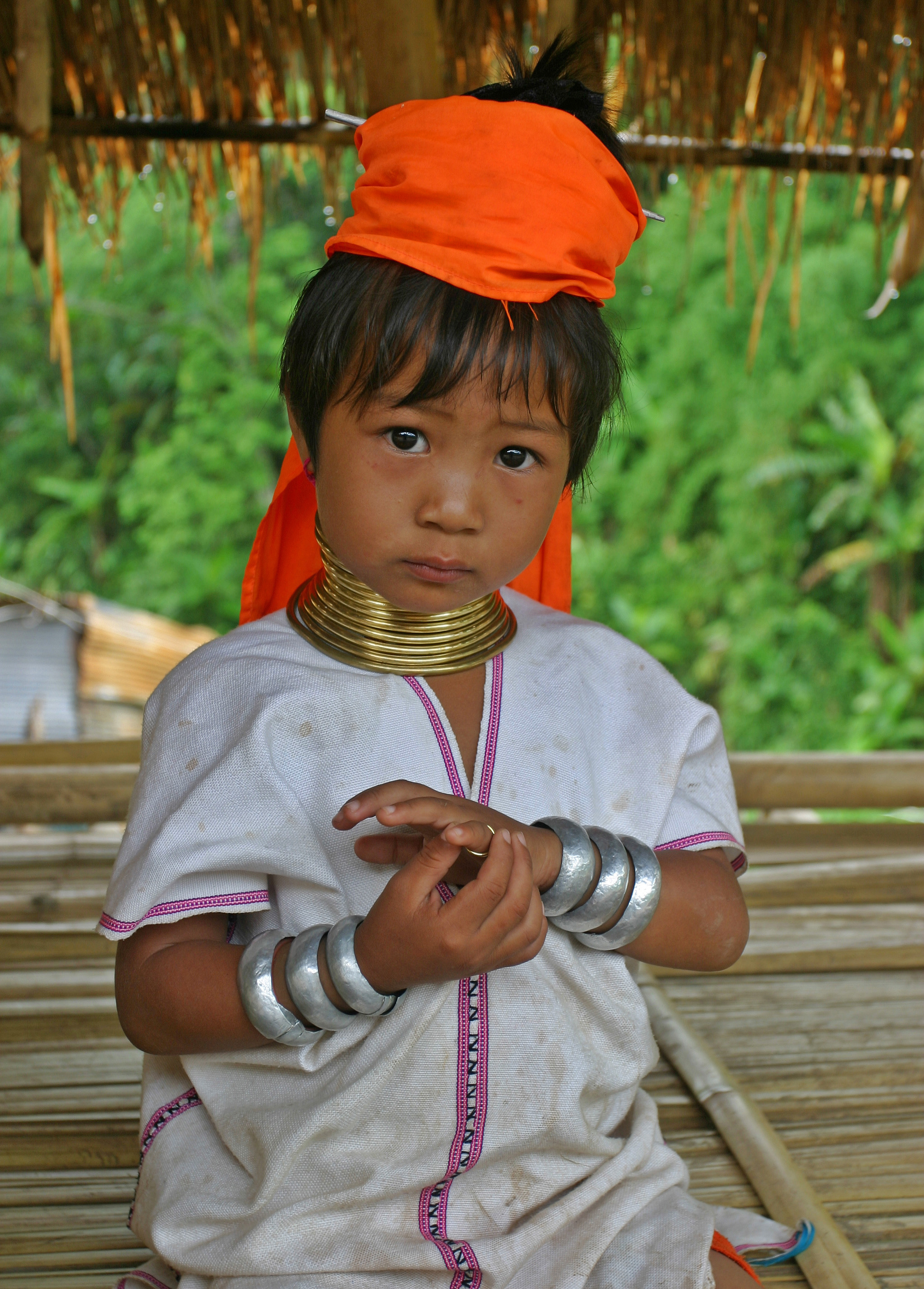
Девочка падаунг в Северном Таиланде

Падаунг (падонг, падаун, каян; бирм. ပဒောင္‌လူမ္ယုိး) — народ группы каренов, проживающий в Мьянме, на северо-западе штата Кая, на севере штата Карен и на юго-западе штата Шан, а также Таиланде. Говорят на языке каян (падаунг) каренской ветви тибето-бирманской языковой семьи. Численность свыше 50 тысяч человек.
Падаунги обычно живут в высокогорных деревнях. Дома, в отличие от других бирманских племён, строят не на сваях, а на земле. Выращивают рис. Мужчины занимаются также погоном и содержанием слонов. Падаунг — анимисты, регулярно приносят жертвы духам, в частности верховному женскому духу племени.
В 1990-е годы по причине затяжного конфликта с военной хунтой Бирмы и политикой принудительного переселения народов в штате Кайя многие падаунги бежали в соседний Таиланд, где проживают в прилегающих к границе деревнях на полулегальном основании.
По причине необычного национального обычая — «вытягивания шеи» женщинам с помощью металлических обручей, районы проживания падаунг популярны среди туристов.

## Обычаи

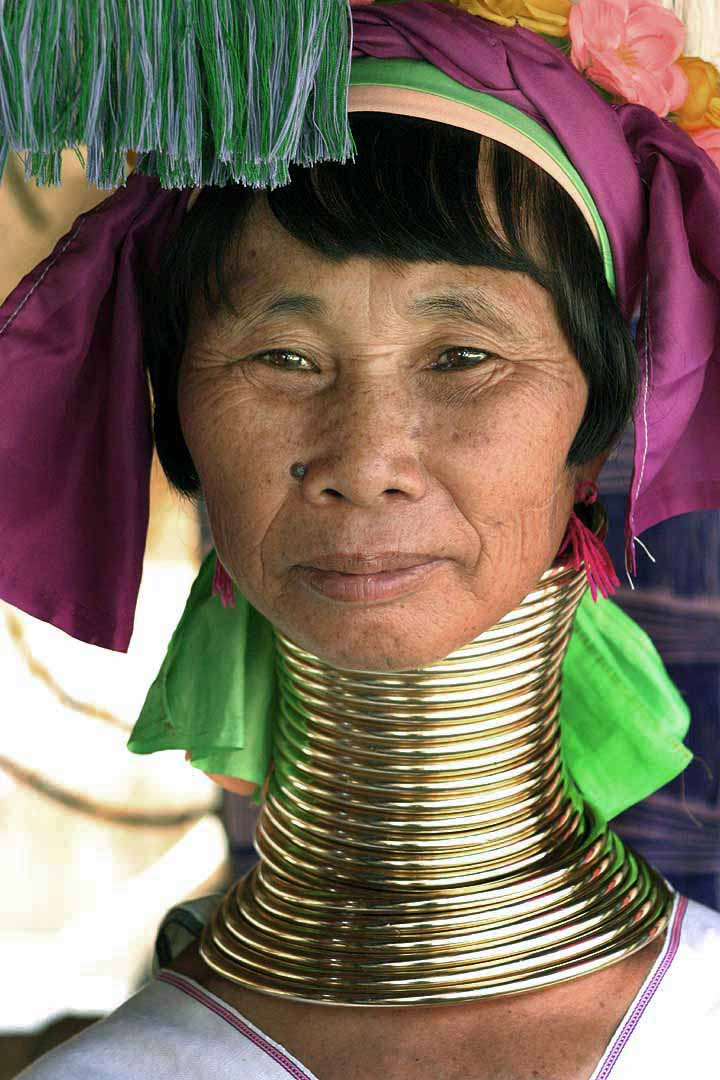
Женщина падаунгов с кольцами на шее

Женщины падаунг, начиная примерно с пятилетнего возраста, носят на шее медные кольца (точнее спирали из прута толщиной около одного сантиметра, производящие впечатление колец), которые устанавливаются местными женщинами, имеющими должную квалификацию. Постепенно количество колец (вернее оборотов спирали) увеличивается, что приводит к эффекту «вытягивания шеи», поэтому туристы называют их женщинами-жирафами. У взрослой женщины количество колец может достигать пары десятков, а их вес — четырёх-пяти килограммов. Периодически кольца (спирали) по желанию, или по необходимости, снимаются и надеваются вновь, вреда здоровью это не причиняет.
Наращивать кольца женщины прекращают к моменту выхода замуж, но также к этому времени шея просто больше не удлиняется, из-за возрастных изменений скелета, а их замена, например с целью улучшения внешнего вида, или при неудобстве ношения старых, допускается и после этого, в любом возрасте.
Иногда спирали специально делаются излишне высокими — очень плотно прилегающими к плечам и голове — и держат голову постоянно в приподнятом состоянии. В этом случае женщина может потерять способность поворачивать и наклонять голову, просто потому что это становится сделать достаточно сложно, а не из-за анатомических изменений. Также, в случае снятия таких спиралей, существует опасность сломать шею, так как мышцы, её поддерживающие, могут атрофироваться. Но такое наблюдается нечасто, чаще всего верхний край колец не достаёт до подбородка, что даёт некоторую свободу перемещения головы.
Женщины также носят кольца на руках и ногах. Их костюм обычно состоит из длинной белой кофты с застежкой спереди и юбки до колен.
Причина обычая носить кольца не ясна. По рассказам, они якобы защищают от укусов тигра. Говорят также, что кольца призваны ограничить их возможность убежать в соседнее селение, что было связано с обычаями торговли женщинами. По другим данным так в семье «хранились» драгоценные металлы. Сами женщины утверждают, что это традиция самоидентификации племени, которую они получили от матерей. Кроме того, длинная шея считается признаком красоты и благополучия.
По местной легенде предки падаунгов произошли от союза ветра и драконихи. Услышав от драконихи, что она беременна, ветер стал радостно кружить вокруг жены, пока она не родила большой кокон, из которого появился падаунг. В память об этом кружении счастливого ветра женщины носят обручи на шее.
Хотя снятие обручей возможно, движение против этого обычая в Бирме оказалось безуспешным. В настоящее время женщины продолжают носить кольца ещё и потому, что это привлекает туристов и создаёт хорошую возможность для продажи ручных поделок. По сути, длинные шеи превратились в своеобразный бизнес по привлечению туристов.
Самая большая деревня Най-Сой принимает ежегодно 1200 туристов, установив оплату за въезд в деревню 250 батов, деньги остаются в собственности таиландских туристических агентств.
Похожие обычаи имеются также у племени Ндебеле в Южной Африке, женщины носят кольца на шее с 12 лет до замужества.

## Близкие группы
К падаунг близки следующие группы каренов:
- лахта — 10 тыс.чел. на юге штата Шан;
- гекхо (геку) — 13 тыс.чел. на севере штата Карен, западе штата Кая и юго-западе штата Шан;
- йинбо (самоназв. ка-нган) — 10 тыс. чел. на востоке штата Шан;
- заейн (латха) — 10 тыс. чел. на юге штата Шан.